# Cultrinae
A Cultrinae a sugarasúszójú halak (Actinopterygii) osztályának pontyalakúak (Cypriniformes) rendjébe, ezen belül a pontyfélék (Cyprinidae) családjába tartozó alcsalád.

## Rendszerezés
Az alcsaládba az alábbi 9 nem tartozik:
- Chanodichthys (Bleeker, 1860) – 4 faj
- Culter (Basilewsky, 1855) – 3 faj
- Ischikauia (Jordan & Snyder, 1900) – 1 faj
- Megalobrama (Dybowski, 1872) – 6 faj
- Parabramis (Bleeker, 1865) – 1 faj
- Sinibrama (Wu, 1939) – 6 faj
- Anabarilius (Cockerell, 1923) – 17 faj
- Ancherythroculter (Yih & Wu, 1964) – 5 faj
- Hemiculterella (Warpachowski, 1887) – 3 faj